# Au in der Hallertau
Au in der Hallertau är en köping (Markt) i Landkreis Freising i Regierungsbezirk Oberbayern i förbundslandet Bayern i Tyskland.